# Felix von Lepel
Harald Bruno Felix von Lepel (* 27. Dezember 1899 in Dresden; † 12. Juni 1979 in Berlin) war ein deutscher Theater- und Musikschriftsteller, Lyriker, Verfasser musikhistorischer Schriften sowie Theater- und Musikkritiker.

## Leben
Felix von Lepel entstammte dem pommerschen Adelsgeschlecht von Lepel (Haus Gnitz). Sein Vater Wilhelm Anton Rudolf Bruno Felix von Lepel (1873–1927) war königlich preußischer Oberleutnant und seine Mutter Gertrud Schoenau (1877–1945) die Tochter eines Porzellanfabrikanten.
In den 1920er und 1930er Jahren verfasste er mehrere Theaterstücke, Erzählungen und Gedichte. In dieser Zeit war er als Musikkritiker bei den Dresdener Nachrichten tätig. Seit 1952 arbeitete er als Theater- und Musikschriftsteller in Berlin-Charlottenburg. Viele seiner Schriften zur Musik- und Theatergeschichte gab er im Selbstverlag heraus. Bis 1978 sind 82 Werke zur Musikwissenschaft verzeichnet. Seine Nachdichtung chinesischer Lyrik wurde 1959 von Fritz Reuter vertont.

## Familie
Er war seit 1930 in erster Ehe mit Käthe Schuhknecht (1906–1992), die Ehe wurde 1937 geschieden, und seit 1948 in zweiter Ehe mit Clara Katharina Naumann (1894–1985) verheiratet. Aus erster Ehe stammt die Opern- und Konzertsängerin Ruth Anita (* 1931). Er hatte keine Geschwister.

## Schriften (Auswahl)
- De Profano de Sacro. Die alten Kulturen Insulindes und Ostasiens, Pickert, Leitmeritz 1920. (110 S.)
- Schwester Veronika und andere Erzählungen. Presse-Buch-Gemeinschaft, Stolle, Dresden um 1925. (124 S.)
- Gericht über Messina. Renaissancetragödie in 3 Teilen. Logos, 1929. (47 S.)
- Christoph Columbus. Versuch einer Deutung. Pickert, Leitmeritz 1932 (31 S.)
- Musik der Liebe. Ein Gedichtzyklus. Liepsch & Reichardt, 1939. (37 S.)
- Die Dresdner Oper als Weltkulturstätte. Eine Studie. Oskar Spohr, Dresden 1942. (56 S.)
- Die Jadeschale. Ausgewählte Gedichte aus dem alten China. Chronos, um 1947. (16 S.)
- 400 Jahre Sächsische Hof- und Staatskapelle 1548–1948. Ein historischer Abriß anläßlich ihres vierhundertjährigen Bestehens. (=Die Musikalische Reihe Bd. 4), Musik- und Theaterverlag Euryanthe, Dresden 1948. (36 S.)
- Die Musik der alten Ägypter. Eine musikgeschichtliche Studie. (=Die musikalische Reihe Bd. 3) Tänzel, Heldrungen 1948. (20 S.)
- Der seidene Vorhang. Ein Liederzyklus chinesischer Lyrik in Nachdichtung von Felix von Lepel für eine hohe Singstimme und Klavier. Komposition von Fritz Reuter, Kistner & Siegel, Leipzig 1959.